# Landesgartenschau Bad Iburg 2018
Die Landesgartenschau Bad Iburg 2018 war die sechste Niedersächsische Landesgartenschau. Sie wurde am 18. April 2018 in der niedersächsischen Stadt Bad Iburg, einem Kneippkurort im Südwesten des Landkreises Osnabrück, eröffnet und dauerte bis zum 14. Oktober 2018. Die Schau wurde unter dem Motto Tauch ein! veranstaltet. Geschäftsführerin der Landesgartenschau war Ursula Stecker.

## Vorgeschichte
Am 19. März 2015 stimmte die Mehrheit des Rates der Stadt Bad Iburg (bei der Stadtratswahl 2011 hatte die CDU 50,36 Prozent der Wählerstimmen erhalten) gegen eine finanzielle Unterstützung der Gartenschau. In einem Bürgerentscheid am 6. Dezember 2015 entschieden sich die Bürger von Bad Iburg hingegen für die Ausrichtung. Im Januar 2016 nahm die Geschäftsstelle der Durchführungsgesellschaft die Arbeit am Projekt auf. Am 4. Juli 2016 stand fest, dass das Landschaftsarchitekturbüro A 24 Landschaft die Gartenschauprojekte planen würde. Dieses Büro hatte unter anderem bereits die Landesgartenschauen in Rosenheim (2010), Schwäbisch Gmünd (2014), Landau in der Pfalz (2015) und Eutin (2016) geplant. Am 18. April 2018 waren pünktlich zur Eröffnung der Gartenschau alle Arbeiten abgeschlossen.
Bei der Stadtratswahl 2016 erhielt die Bad Iburger CDU nur noch 17,31 Prozent der Wählerstimmen. Der Rundblick – Politikjournal für Niedersachsen bewertet dies als Reaktion auf die Ablehnung der Gartenschaupläne.

## Ausstellungsgelände
Die Ausstellungsflächen waren der Charlottenseepark mit dem namensgebenden Charlottensee am Fuße des Iburger Schlosses sowie der Waldkurpark. Die beiden Flächen sind durch die Bundesstraße 51 voneinander getrennt, deren Straßenverlauf in diesem Bereich einen Bogen zwischen den Hängen des Teutoburger Waldes um den Schlossberg beschreibt. Das eintrittspflichtige Areal betrug um die 25 Hektar, davon waren ca. 2,7 Hektar Wasserflächen der insgesamt zwei Seen und fünf Teiche. Das rund vier Hektar große Areal der Tegelwiese im Norden der Stadt war als eintrittsfreie Fläche Teil der Landesgartenschau und zeigte z. B. ein Feuchtbiotop. Im Waldkurpark wurden auf Lichtungen Ausstellungen zu verschiedenen Themen präsentiert. Mit in die Gartenschau eingebunden waren auch der Kneipp-Spielplatz an der Beckerteichpforte, die südliche Umgebung der Dörenberg-Klinik mit dem Jagdschlösschen (Themenbereich Blütenterrassen) und die Klostergärten (Konventgarten und Knotengarten) des ehemaligen Benediktinerklosters (Themenbereich Schloss Iburg). Auf einer Bühne im Charlottenseepark fanden Veranstaltungen statt. Besondere Attraktion der Schau war ein 439 Meter langer Baumwipfelpfad, der zwischen 10 und 28 m Höhe durch den Waldkurpark führt und am etwa 32 m hohen, als Aussichtsturm genutzten Einstiegsturm wahlweise über Treppen oder mit einem Aufzug erreichbar ist. Insgesamt gab es auf dem Gelände 12 Themengärten. An Pflanzenfläche wurden rund 1.000 m² Stauden und etwa 3.000 m² Wechselflor neu gepflanzt, daneben gab es eine ca. 1.000 m² große Blumenhalle.

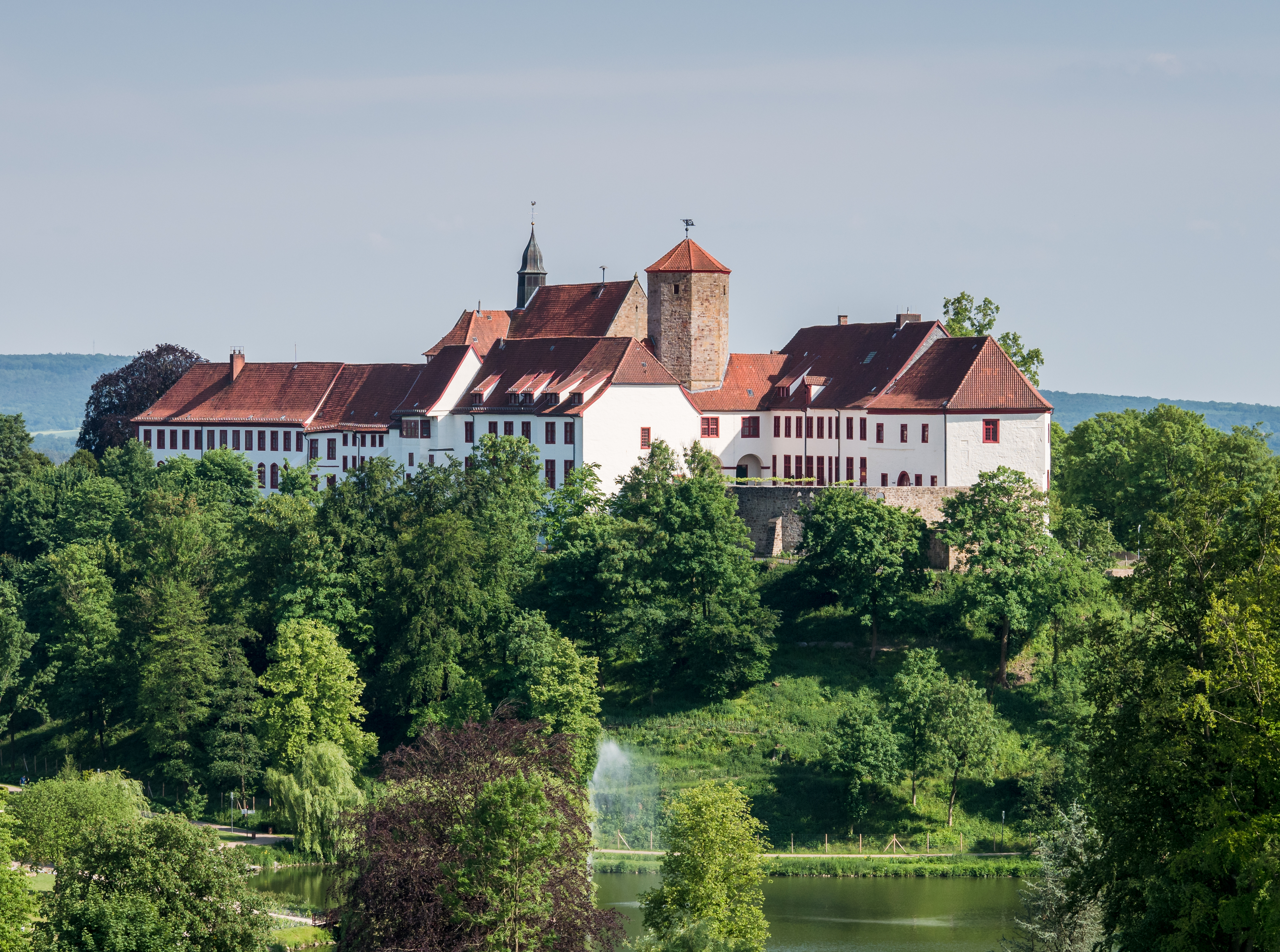
Blick vom Aussichtsturm zum Schloss
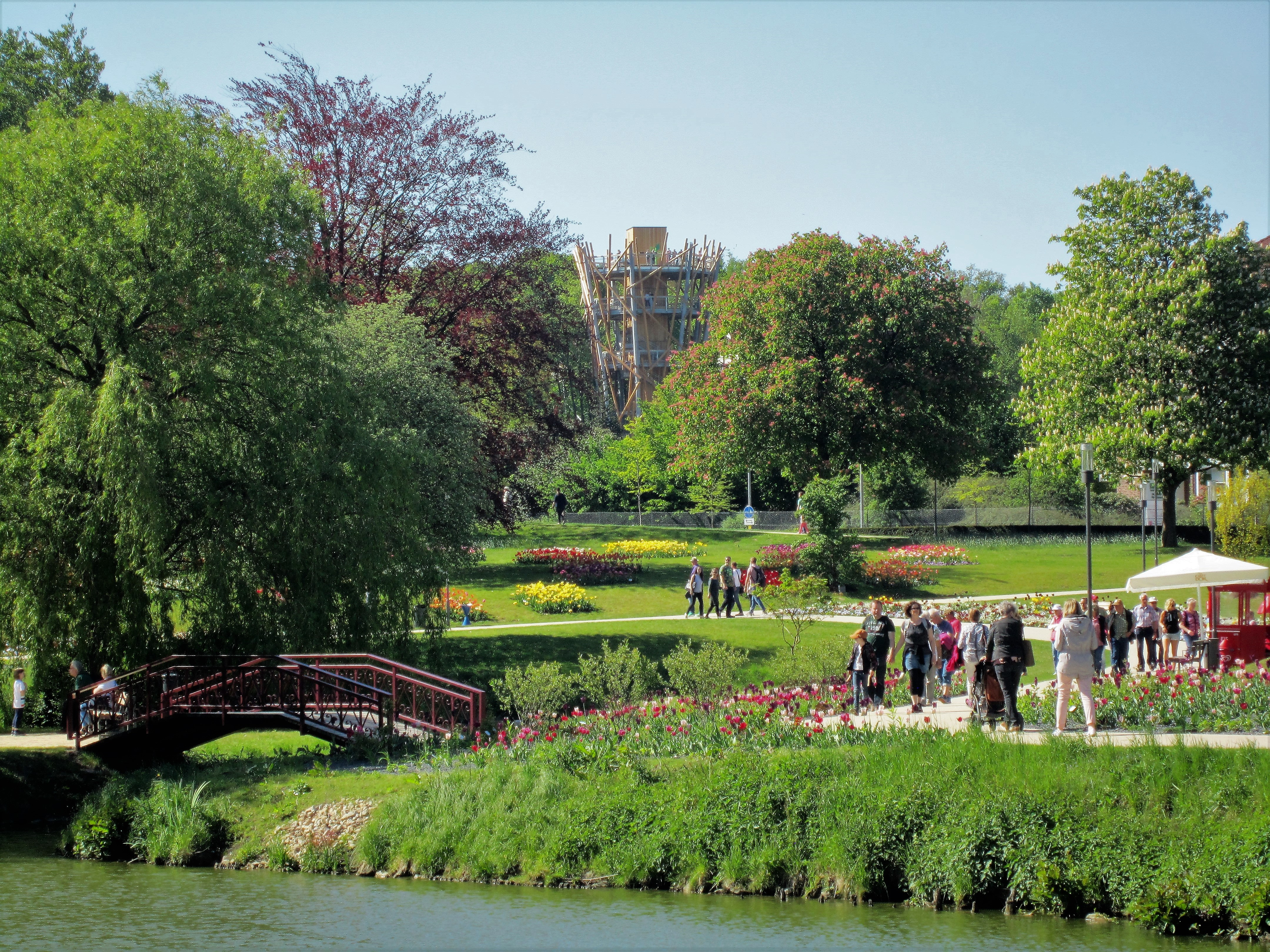
Blick über den Charlottensee zum Aussichtsturm
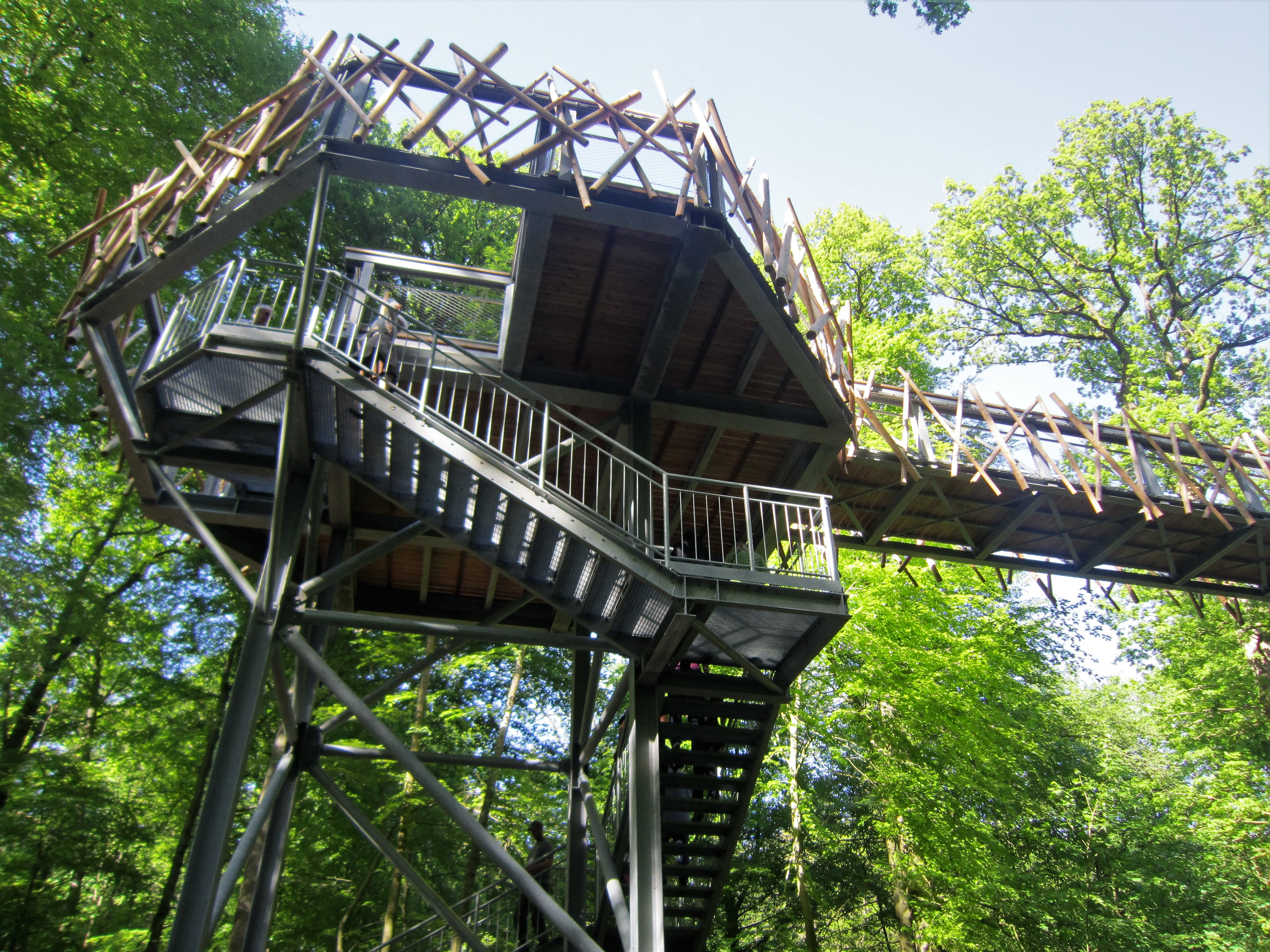
Ende des Baumwipfelpfads im Kurwald
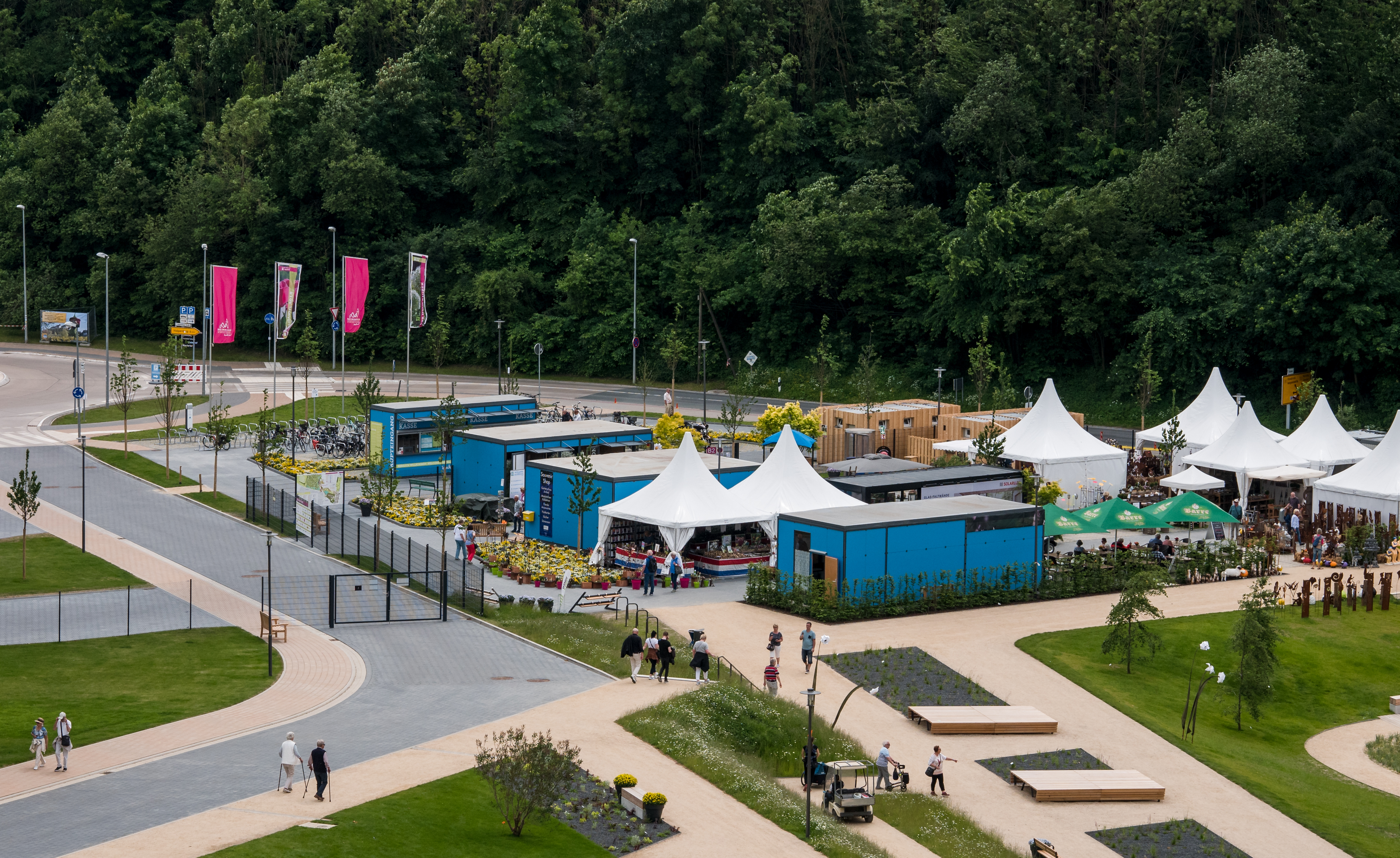
Blick auf den Eingangsbereich
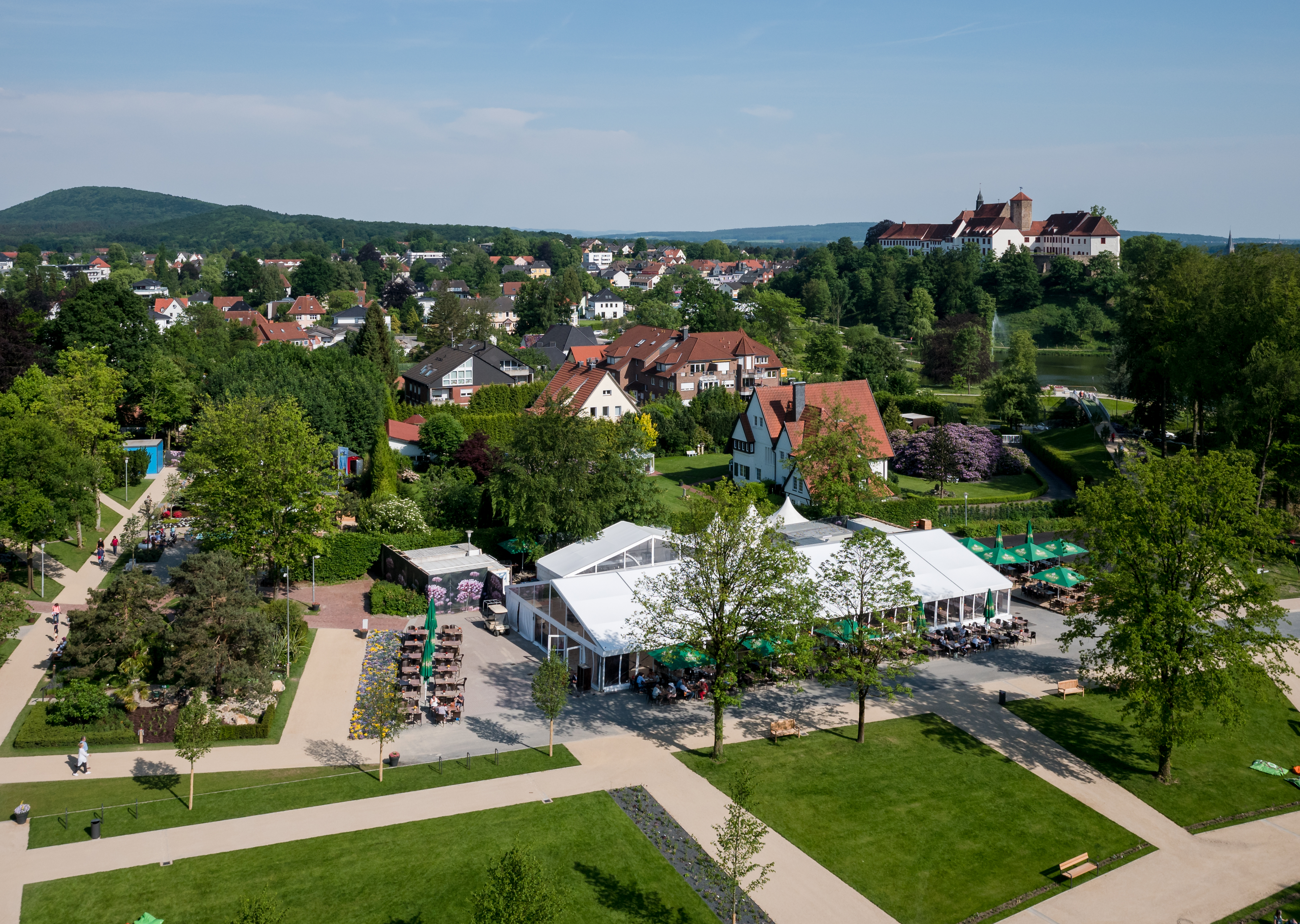
Blick auf das Gastronomiezelt und den Ort

## Verkehrsanbindung

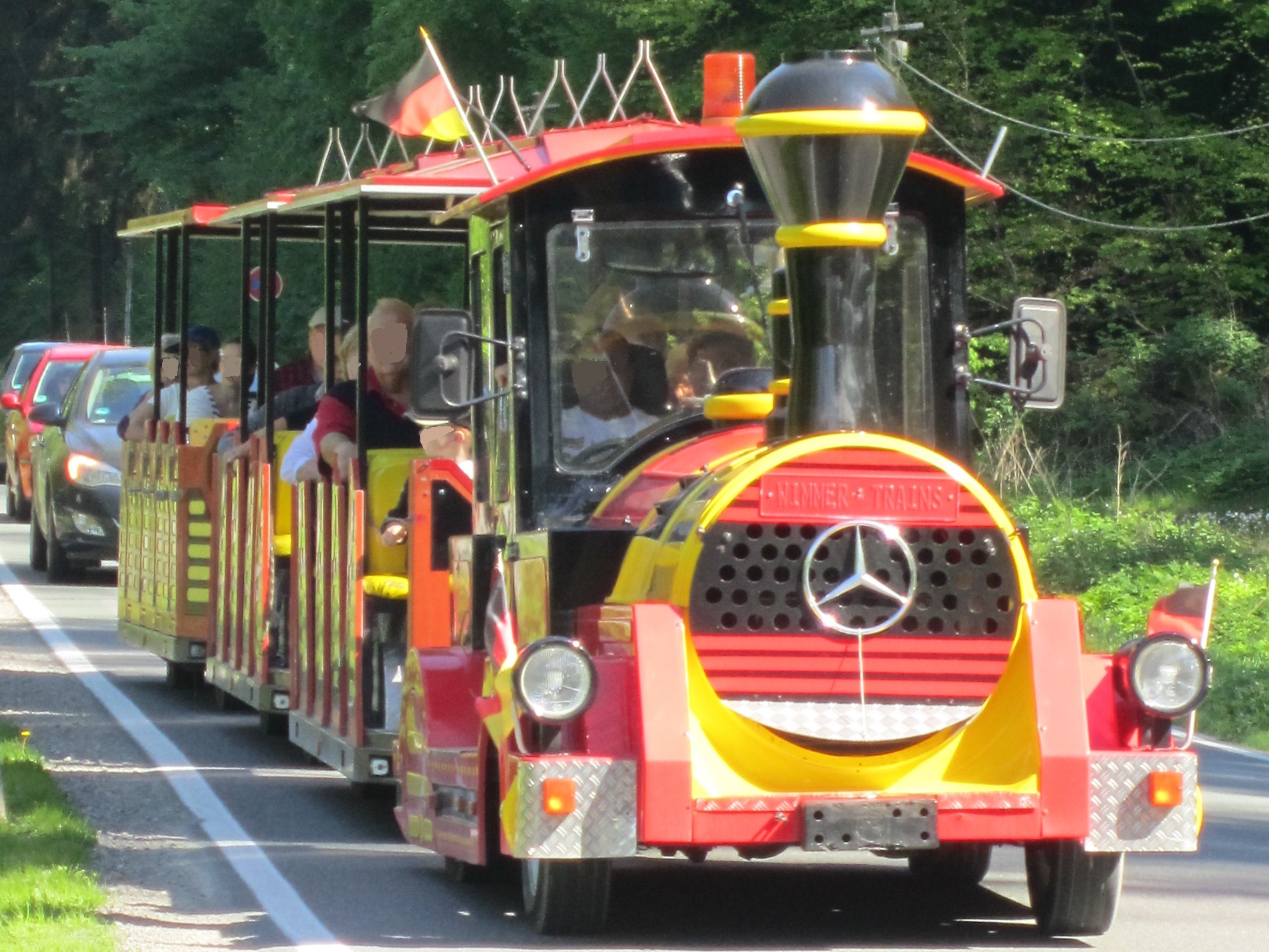
Pendelverkehr vom und zum Laga-Parkplatz

Für die Bahnstrecke Ibbenbüren–Hövelhof waren im Hinblick auf die Ausrichtung der Landesgartenschau in Bad Iburg in einer umsteigefreien Direktverbindung mit Osnabrück Potenziale gesehen worden. Der Besitzer der Strecke, die LWS Lappwaldbahn Service GmbH, hatte im Vorfeld der Gartenschau Instandsetzungsarbeiten v. a. am Oberbau und den Brücken der seit 2013 teilweise gesperrten Strecke durchgeführt.
Die Vereine Eisenbahn-Tradition aus Lengerich sowie die Osnabrücker Dampflokfreunde boten zu verschiedenen Terminen von Lengerich, Osnabrück und Münster aus Fahrten zum Bad Iburger Bahnhof mit historischen Zügen an.
Vom Bahnhof in Bad Iburg wurden die Besucher per Bus zum ca. einen Kilometer entfernten Gartenschaugelände gebracht. Zusätzlich verkehrten täglich Linienbusse vom Osnabrücker Hauptbahnhof aus nach Bad Iburg.

## Fazit und Nachnutzung
In den ersten drei Monaten der sechsmonatigen Veranstaltung konnte die Schau rund 273.000 Besuche verbuchen, außerdem waren in diesem Zeitraum rund 8700 Dauerkarten verkauft worden. Insgesamt stand am Ende die offizielle Zahl von 586.735 Besuchen, womit die angestrebte Besuchszahl von 500.000 übertroffen wurde. Statt eines zuvor einkalkulierten finanziellen Defizits von 200.000 Euro wies die Abschlussbilanz der Schau einen Gewinn von 800.000 Euro auf.
Nach dem Ende der Schau wurden manche Gartenflächen zurückgebaut, andere blieben erhalten. Finanziert wird die Pflege aus dem erwirtschafteten Gewinn der Landesgartenschau-Gesellschaft. Nach dem Rückbau der Umzäunung wurden die Parkanlagen wieder für Besucher geöffnet. Der Baumwipfelpfad blieb ebenfalls erhalten, der Besuch ist eintrittspflichtig.
Das Laga-Motto Tauch ein! kann im Prinzip weiterwirken, da mehrere Kneipp-Anlagen auf dem Gebiet der Stadt Bad Iburg (davon drei auf dem ehemaligen Laga-Gelände) erhalten blieben und frei zugänglich sind. Allerdings kann in Zeiten anhaltender Hitze und Trockenheit die Bewässerung städtischer Rasenflächen und Beete sowie die Wasserzufuhr zu Springbrunnen und dem Fontänenfeld im Kneipp-Park eingestellt werden.
Bis Ende 2019 führte Ursula Stecker die Landesgartenschaugesellschaft. Seit dem 1. Januar 2020 ist Veit Engelker als Geschäftsführer für die Nachnutzung der Gartenschauflächen und des Baumwipfelpfades verantwortlich.